# Placotrochus
Genre
Placotrochus est un genre de coraux durs de la famille des Flabellidae.

## Liste d'espèces
Le genre Placotrochus comprend les espèces suivantes :
| Selon World Register of Marine Species (3 juillet 2015) : - Placotrochus laevis Milne Edwards & Haime, 1848 | Selon ITIS (3 juillet 2015) : - Placotrochus candeanus Milne-Edwards & Haime, 1848 - Placotrochus laevis Milne-Edwards & Haime, 1848 - Placotrochus pedicellatus Tenison-Woods, 1879 |